# Bledar Hajdini
Bledar Hajdini (ur. 19 czerwca 1995 w Fürstenfeldbruck) – kosowski piłkarz, w 2017 roku reprezentant Kosowa w piłce nożnej.